# Poissoneffekt
Poissoneffekten är ett fysikaliskt fenomen som framför allt används inom ytterballistiken. Effekten påverkar projektilers avdrift i projektilbanan.
Längdaxeln hos en rotationsstyrd projektil lutar i förhållande till projektilbanan. Under den största delen av tiden ligger spetsen ovanför projektilbanan, vilket innebär att projektilens undersida först träffar luften. På undersidan byggs det därför upp ett lager med något högre lufttryck. Projektilen "rullar" på detta lager. Poissoneffektens bidrag till avdriften är mycket litet. 